# 圣多纳图斯 (艾奥瓦州)
聖多納圖斯（英語：St. Donatus）是一個位於美國愛荷華州傑克遜縣的城市。

## 地理
聖多納圖斯的座標為41°21′38″N 93°32′20″W / 41.36056°N 93.53889°W，而該地的平均海拔高度為204米（即669英尺）。

## 人口
根據2010年美國人口普查的數據，聖多納圖斯的面積為0.96平方千米，當中陸地面積為0.96平方千米，而水域面積為0.00平方千米。當地共有人口135人，而人口密度為每平方千米140人。